# Kurt Schumacher
Kurt Schumacher (13. října 1895 v Chełmnu v Západním Prusku – 20. srpna 1952 v Bonnu), celým jménem Curt Ernst Carl Schumacher, byl německý politik, předseda Sociálně demokratické strany Německa v letech 1946–1952. Vedl opozici ve Sněmu za kancléřství Konrada Adenauera. Oproti němu nechtěl tak úzké vazby na západ, protože si myslel, že to bude překážkou k znovusjednocení Německa. Důrazně odkláněl SPD od východoněmecké SED.